# Alexander Acosta
René Alexander Acosta (Miami, 16 de enero de 1969) es un abogado, académico y político estadounidense, secretario de Trabajo de los Estados Unidos del 28 de abril de 2017 al 12 de julio de 2019, sirviendo bajo la presidencia de Donald Trump.
Hijo de refugiados cubanos, fue miembro de la Junta Nacional de Relaciones Laborales entre 2002 y 2003, fiscal general adjunto de los Estados Unidos para los derechos civiles (2003-2005) y fiscal federal para el distrito del Sur de la Florida de 2005 a 2009. Fue decano de la Facultad de Derecho de la Universidad Internacional de Florida de 2009 a 2017.
El 16 de febrero de 2017, el presidente Donald Trump lo nominó para ser el secretario de Trabajo de los Estados Unidos, siendo confirmado por el Senado el 27 de abril de 2017. Acosta fue el primer y único hispano del gabinete de Trump.
El 12 de julio de 2019 anunció su renuncia al cargo de secretario al resultar cuestionada su actuación corrupta como fiscal tras haber alcanzado un acuerdo que permitió al multimillonario Jeffrey Epstein eludir la prisión.